# Gavnø
Gavnø ist eine 575 Hektar große dänische Insel am Rande des Smålandsfarvandet (deutsch Smålandsfahrwasser) zwischen Karrebæk Fjord und Krageholm Strøm an der Karrebæksminder Bucht gelegen und hat 25 Einwohner (1. Januar 2023). Die Insel ist bekannt durch das gleichnamige Rokoko-Schloss an der Ostküste der Insel. Dort ist die Insel über eine Brücke mit Sjælland verbunden.
Die Insel gehört zur Kirchspielsgemeinde (dän.: Sogn) Vejlo Sogn, die bis 1970 Harde Hammer Herred im damaligen Præstø Amt gehörte, danach zur  Næstved Kommune im damaligen Vestsjællands Amt, die mit der Kommunalreform zum 1. Januar 2007 in der „neuen“ Næstved Kommune in der Region Sjælland aufgegangen ist.